# Рене Ґосінні
Рене́ Ґосінні́ (фр. René Goscinny; *14 серпня 1926 — †5 листопада 1977) — французький письменник та видавець польсько-єврейського походження, один з авторів коміксу про Астерікса.

## Життєпис
Народився 14 серпня 1926 року в Парижі, у родині польсько емігрантів єврейського походження. Батько, Станіслав Симха Ґосцінний (Ґосцінний — у перекладі з польської «Гостинний»; *1887 — †1943) — третій син варшавського рабина Абрама Ґосцінного. Приїхав до Парижу у 1906 році — студіювати хімію і стати інженером. Мати — Анна Бересьняк-Ґосьцінна (*1889  — †?), народилася у Ходоркові (тепер — село на Житомирщині) у сім'ї видавців. За іншими даними — у містечку Ходорів на Галичині (тоді — Бібрський повіт Австро-Угорщини, тепер — Стрийський район Львівської області України). Була змушена покинути рідне село (чи містечко) через постійні єврейські погроми. Родина Березняків оселилася в Парижі у 1912 році. Батько Ганни, Лазар Абрам Березняк, відкрив друкарню на вулиці Лаґранж, 12 (5-й район). Він спеціалізувався на тиражуванні різних газет і журналів мовою їдиш, а також — російською та українською мовами (у тому числі, видавав український тижневик «Тризуб» від липня 1936 року і до його закриття у 1940 році — через німецьку окупацію Франції; після закінчення війни друкарня Березняка друкувала також журнал «Громада»).
Батьки Рене знайомилися в Парижі. Одружилися — у 1919 році.
У 1927 році батько отримав роботу інженера-хіміка в Аргентині і сім'я переїхала. Рене навчався в Буенос-Айресі у французькій школі. 1943 року батько несподівано помер. 17-річний хлопець, який щойно закінчив школу, мусив заробляти на життя і утримувати сім'ю. Працював помічником бухгалтера, молодшим художником в рекламному агентстві. З часом змінив своє прізвище на Ґоссіні.
У 1945 році, разом з мамою, перебрався до Нью-Йорка, де мешкав брат мами — Борис. Працював в марокканській імпортно-експортній фірмі перекладачем. Тут Рене мали призвати до американської армії, але він вирішив служити у Франції й поїхав у Європу, а по закінченні служби — повернувся до Нью-Йорка. Під час армійської служби — був художником полку.
Повернувшись з армії у 1948 році, став головним художником невеликого видавництва «Kunen Publishers», в якому вийшли чотири його книжки для дітей.
У 1951 році — знову їде в Париж як кореспондент одного з нью-йоркських інформаційних агентств. Працював журналістом, автором текстів і малюнків для різних видань.
У 1955 році, разом з Жаном Мішелем Шарльє і Альбером Удерзо, заснував видавництво «Edipress/Edifrance», що випускало журнали з коміксами. У цей час познайомився з багатьма знаменитими авторами коміксів, перш за все, з Морісом де Бевереном, автором коміксу «Щасливчик Люк», для якого Ґоссіні писав тексти з 1955 до 1977 року. 
У 1959 році «Edipress/Edifrance» відкрив новий журнал — «Pilote». Для першого номера цього журналу Ґоссіні розробив свій найвідоміший комікс-серіал «Астерікс». Паралельно — малював або писав тексти для багатьох інших серіалів, під псевдонімом Д'Агостіно. У співпраці з Жаном-Жаком Семпе писав розповіді про маленького Ніколя.
Помер 5 листопада 1977 року, через серцевий напад.

### Астерікс і Обелікс
- Астерікс з Галлії
- Астерікс і Золотий серп
- Астерікс і готи
- Астерікс-Гладіатор
- Астерікс і Банкет
- Астерікс і Клеопатра
- Астерікс і Велика Бійка
- Астерікс в Британії
- Астерікс і нормани
- Астерікс-Легіонер
- Астерікс і Отаманський щит
- Астерікс на Олімпійських іграх
- Астерікс і котел
- Астерікс в Іспанії
- Астерікс і римський агент
- Астерікс у Швейцарії
- Астерікс і особняки Богів
- Астерікс і лавровий вінок
- Астерікс і віщун
- Астерікс на Корсиці
- Астерікс і подарунок Цезаря
- Астерікс і Великий Перетин
- Обелікс і Компанія
- Астерікс в Бельгії
- Астерікс і перевал в Скелястих горах
- Астерікс і Чорне золото
- Астерікс і син
- Астерікс і чарівний килим
- Астерікс і секретна зброя
- Астерікс і Обелікс на морі
- Астерікс і актриса
- Астерікс і небо, що падає
- Астерікс проти Цезаря
- Дванадцять завдань Астерікса
- Астерікс завойовує Америку
- Операція Getafix
- Як Обелікс потрапив в магічне зілля

### Маленький Ніколя
Рене Ґоссіні також є автором кумедних оповідань про маленького Ніколя. Історія їх створення почалася в 1950-ті роки, коли Рене Ґоссіні вирішив написати текст до невеликих гумористичних малюнків, автором яких був друг Рене — художник Жан-Жак Семпе. Таким чином вийшли кумедні розповіді і веселі історії про доброго бешкетника, його приятелів і школу, які полюбили діти багатьох країн світу.
- «Друзі малого Ніколя» (Рене Ґоссіні, Жан-Жак Семпе)[12]
- «Розваги Малого Ніколя» (Рене Ґоссіні, Жан-Жак Семпе)
- «Маленький Ніколя на перервах» (Рене Ґоссіні, Жан-Жак Семпе)
- «Маленький Ніколя» (Рене Ґоссіні, Жан-Жак Семпе)

## Сценарист
- 2012 — Астерікс в Британії (Astérix et Obélix: Au Service de Sa Majesté) — комікс
- 2009 — Невловимий Люк (Lucky Luke) — персонажі
- 2009 — Маленький Ніколя (Le petit Nicolas) — персонажі[13]
- 2008 — Астерікс на Олімпійських іграх (Astérix aux jeux olympiques) — книга
- 2006 — Астерікс і вікінги (Astérix et les Vikings) — книга
- 2005 — Ізноуґуд або Каліф на годину (Iznogoud) — комікс[14]
- 2001 — Астерікс і Обелікс: Місія Клеопатра (Astérix & Obélix: Mission Cléopâtre) — книга
- 1999 — Астерікс і Обелікс проти Цезаря (Astérix et Obélix contre César) — книга
- 1944 — Астерікс завойовує Америку (Asterix in America) — книга
- 1992 — Щасливчик Люк (серіал) (Lucky Luke)
- 1991 — Щасливчик Люк (Lucky Luke)
- 1989 — Великий бій Астерікса (Astérix et le coup du menhir)
- 1986 — Астерікс в Британії (Astérix chez les Bretons)
- 1985 — Астерікс проти Цезаря (Astérix et la surprise de César)
- 1983 — Дальтони в бігах (Les Dalton en cavale) — книга
- 1978 — La ballade des Dalton
- 1976 — 12 подвигів Астерікса (Les douze travaux d'Astérix)
- 1973 — Гаспар (Les gaspards)
- 1972 — Сьогодні в Парижі (ТБ) (Aujourd'hui à Paris)
- 1972 — Daisy Town
- 1972 — Довічна рента (Le viager)
- 1971 — Суддя (Le juge)
- 1968 — Астерікс і Клеопатра (Astérix et Cléopâtre) — комікс
- 1967 — Астерікс з Галлії (Astérix le Gaulois)
- 1964 — Всі діти світу (Tous les enfants du monde) — короткометражка
- 1964 — Тінтін та блакитні апельсини (Tintin et les oranges bleues) — адаптація

## Режисер
- 1978 — La ballade des Dalton
- 1976 — 12 подвигів Астерікса (Les douze travaux d'Astérix)
- 1972 — Daisy Town
- 1968 — Астерікс і Клеопатра (Astérix et Cléopâtre)

## Продюсер
- 1976 — 12 подвигів Астерікса (Les douze travaux d'Astérix)
- 1972 — Daisy Town
- 1972 — Довічна рента (Le viager)

## Актор (озвучення)
- 1978 — La ballade des Dalton
- 1974 — Bons baisers d'Astérix (ТБ)
- 1968 — Астерікс і Клеопатра (Astérix et Cléopâtre)

## Цікаві факти
- З 1996 року щорічно присуджують міжнародну премію імені Ґоссіні найкращому молодому автору коміксів[11].
- Ім'ям Ґоссіні названо одну з вулиць 13 округу Парижа (поблизу Національної бібліотеки Франції).